# Stictogryllacris pygmaea
Stictogryllacris pygmaea is een rechtvleugelig insect uit de familie Gryllacrididae. De wetenschappelijke naam van deze soort is voor het eerst geldig gepubliceerd in 1906 door Kirby.